# Heart of a Champion (Redfoo)
Heart of a Champion e un singolo promozionale del cantante, cantautore statunitense Redfoo pubblicato nel 2013.